# Giampiero Boniperti
Giampiero Boniperti (Barengo, 4 de julio de 1928-Turín, 18 de junio de 2021) fue un futbolista italiano. Desarrolló toda su carrera en la Juventus de Turín, en la que formó junto con John Charles y Omar Sívori el denominado El Trío Mágico. Fue presidente de honor del conjunto turinés. Tras su carrera deportiva fue eurodiputado de Forza Italia.

## Trayectoria como jugador

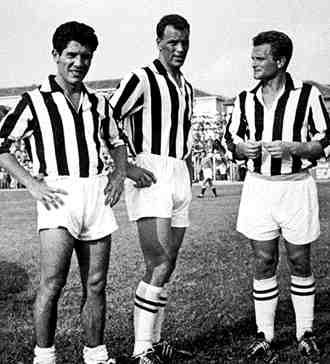
El Trío Mágico en 1957.

Tras jugar en el Momo (un club amateur), llegó a la División Primavera de la Juventus tras la Segunda Guerra Mundial en 1946, debutando en la Serie A contra el AC Milan el 2 de marzo de 1947. En dicho club demostró con creces su calidad y su polivalencia (mantenía un alto nivel de juego alternando en todo el frente de ataque:[cita requerida] como centrodelantero, como enganche, por el interior e incluso en el flanco derecho), convirtiéndose en la estrella del equipo, y en goleador de la Serie A,dos años después.
Durante sus 15 temporadas como jugador con la camiseta de la Vecchia Signora conquistó cinco títulos de Liga y dos Copas de Italia con los 2 grandes equipos juventinos de la década de 1950: aquel que marcó 301 goles en Serie A entre 1950 y 1952 e hizo frente con éxito a la delantera GRE-NO-LI del Milan y, cinco años después, formando El Trío Mágico con Enrique Omar Sívori y John Charles en el frente de ataque, 282 goles entre 1958 y 1960; convirtiéndose así en el máximo goleador (182 tantos hasta su retiro como jugador profesional en 1961) de la historia del club durante los siguientes 46 años y entre los 10 máximos goleadores de la historia del Calcio hasta el presente.

## Presidencia de la Juventus
Diez años después de dejar la práctica profesional, asumió la presidencia de la Juventus el 13 de julio de 1971 reemplazando a Vittore Cattela, erigiendo con gran éxito, el Ciclo Legendario, la segunda Edad de Oro del club entre 1972 y 1986 (uno de los más exitosos en la historia del fútbol). Durante su mandato el club conquistó 18 títulos oficiales (incluyendo todos los trofeos a nivel internacional) hasta su dimisión el 5 de febrero de 1990.
En 2004 fue incluido en la lista de jugadores FIFA 100, elaborada por el exfutbolista brasileño Pelé.

## Selección nacional
Boniperti debutó con la Nazionale el 9 de noviembre de 1947 en un partido amistoso ante Austria disputado en la ciudad de Viena. Disputó un total de 38 encuentros como internacional, anotando 8 goles. Su último partido con la selección fue ante Austria (precisamente la selección ante la que debutó) en diciembre de 1960. En dicho partido marcó su octavo y último tanto con La Squadra Azzurra.

### Participaciones en Juegos Olímpicos
| Copa                              | Sede      | Resultado        | Partidos | Goles |
| --------------------------------- | --------- | ---------------- | -------- | ----- |
| Juegos Olímpicos de Helsinki 1952 | Finlandia | Octavos de final | 1        | 0     |

### Participaciones en Copas del Mundo
| Mundial                        | Sede   | Resultado    | Partidos | Goles |
| ------------------------------ | ------ | ------------ | -------- | ----- |
| Copa Mundial de Fútbol de 1950 | Brasil | Primera fase | 1        | 0     |
| Copa Mundial de Fútbol de 1954 | Suiza  | Primera fase | 1        | 1     |

## Clubes
| Club          | País   | Año       |
| ------------- | ------ | --------- |
| Juventus F.C. | Italia | 1946-1961 |

## Palmarés

### Como jugador

#### Campeonatos nacionales
| Título         | Club     | País   | Año  |
| -------------- | -------- | ------ | ---- |
| Serie A        | Juventus | Italia | 1950 |
| Serie A        | Juventus | Italia | 1952 |
| Serie A        | Juventus | Italia | 1958 |
| Copa de Italia | Juventus | Italia | 1959 |
| Serie A        | Juventus | Italia | 1960 |
| Copa de Italia | Juventus | Italia | 1960 |
| Serie A        | Juventus | Italia | 1961 |

### Como presidente de la Juventus

#### Torneos nacionales
- Campeonato de Serie A (9): 1971-72, 1972-73, 1974-75, 1976-77, 1977-78, 1980-81, 1981-82, 1983-84, 1985-86.
- Copa de Italia (3): 1978-79, 1982-83, 1989-90.

#### Torneos internacionales
- Copa Intercontinental (1): 1985.
- Liga de Campeones (1): 1984-85.
- Recopa de Europa (1): 1983-84.[6]
- Copa de la UEFA (1) 1976-77.
- Supercopa de Europa (1): 1984.

### Distinciones individuales
| Distinción                            | Año  |
| ------------------------------------- | ---- |
| Máximo goleador de Serie A (27 goles) | 1948 |
| Jugador FIFA 100                      | 2004 |

### Condecoraciones
| Distinción                               | Año  |
| ---------------------------------------- | ---- |
| Orden al Mérito de la República Italiana | 1991 |